# 帕爾默戴爾 (阿拉巴馬州)
帕爾默戴爾（英語：Palmerdale）是一個位於美國阿拉巴馬州傑佛遜縣的非建制地區。該地的面積和人口皆未知。

## 地理
帕爾默戴爾的座標為33°44′19″N 86°38′46″W / 33.73861°N 86.64611°W，而該地的平均海拔高度為209米（即686英尺）。